# Capolat
Capolat ist ein Ort und eine Gemeinde (municipio) mit 92 Einwohnern (Stand: 2024) in der Comarca Berguedà in der Provinz Barcelona in der Autonomen Region Katalonien. Neben dem Hauptort Capolat besteht die Gemeinde aus den Weilern Llinars, Rossinyol i Coforb, Sant Andreu de Farners und Travil.

## Lage
Capolat liegt etwa 80 Kilometer nordnordwestlich von Barcelona in einer Höhe von etwa 1270 m in den südlichen Ausläufern der Pyrenäen in der Comarca Berguedà im Norden Kataloniens.

## Bevölkerungsentwicklung
| Jahr      | 1960 | 1970 | 1981 | 1991 | 2001 | 2011 | 2021 |
| Einwohner | 220  | 165  | 145  | 59   | 66   | 91   | 84   |

## Sehenswürdigkeiten

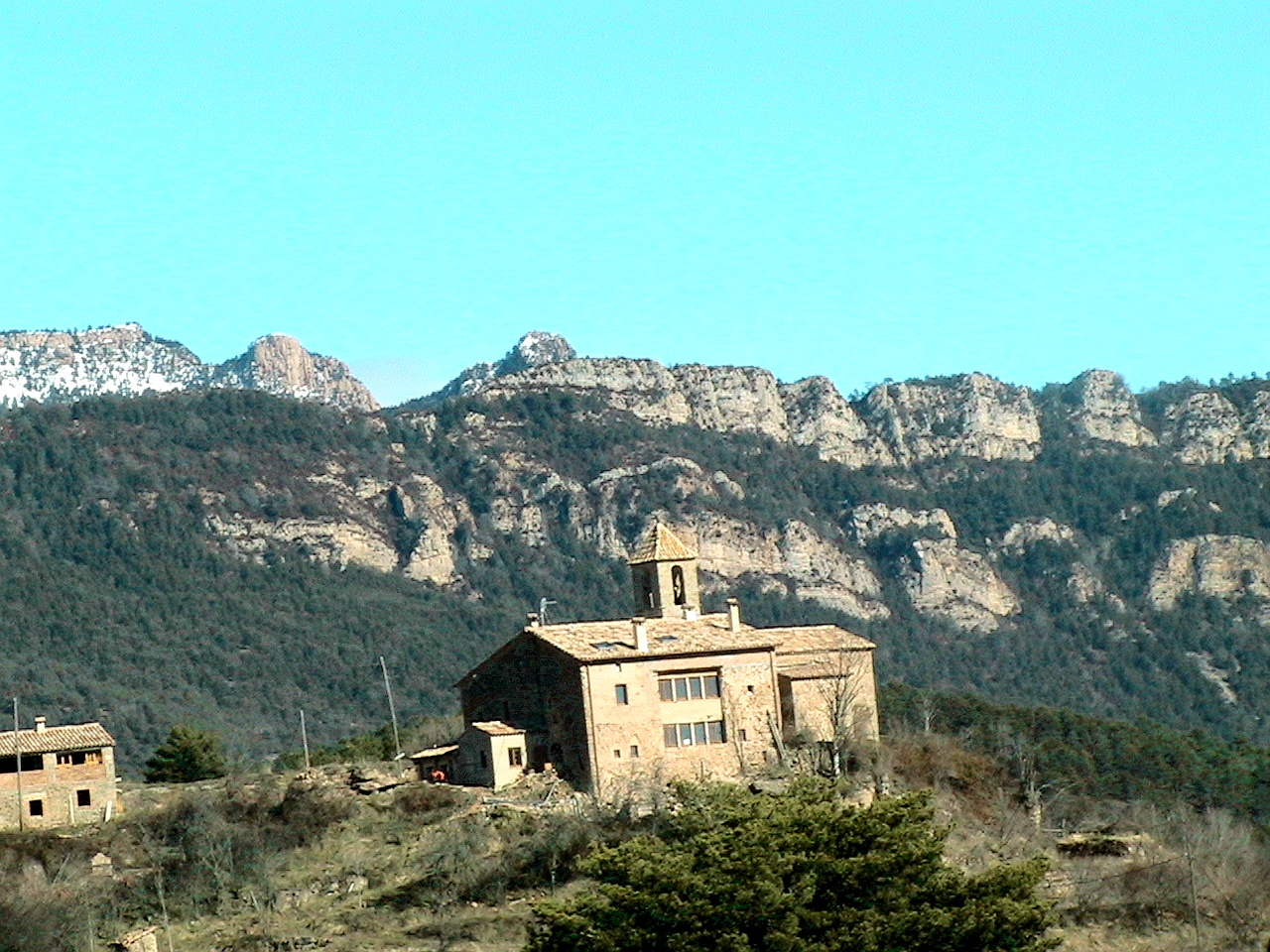
alte Salvatorkirche in Capolat
- Martinskirche in Capolat
- Martinskirche in Coforb
- Quintuskirche in Travil
- Andreaskirche in Serreta

- Martinskirche in Capolat